# Copa de España de fútbol sala 2015
La Copa de España de fútbol sala de 2015 tuvo lugar entre 12 de marzo y el 15 de marzo en Ciudad Real (Castilla-La Mancha). Su campeón fue el Jaén Paraíso Interior y el MVP del torneo fue su capitán José López.

## Equipos participantes
- Jaén Paraíso Interior
- Magna Navarra
- Burela Pescados Rubén
- ElPozo Murcia
- Palma Futsal
- Aspil Vidal Ribera Navarra
- Inter Movistar
- FC Barcelona Alusport.

## Sede
El torneo se disputó en la ciudad de Ciudad Real, en el Quijote Arena, con capacidad para 5200 espectadores.
| Pabellón  | Quijote Arena |
| Imagen    | Quijote Arena |
| Ciudad    | Ciudad Real   |
| Capacidad | 5200          |

## Resultados

### Cuadro final
|  | Cuartos de final           | Cuartos de final         |                       |                       | Semifinales         | Semifinales         |  |                       | Final               | Final               |  |
|  | 12 y 13 de marzo de 2015   | 12 y 13 de marzo de 2015 |                       |                       | 14 de marzo de 2015 | 14 de marzo de 2015 |  |                       | 15 de marzo de 2015 | 15 de marzo de 2015 |  |
|  |                            |                          |                       |                       |                     |                     |  |                       |                     |                     |  |
|  |                            |                          |                       |                       |                     |                     |  |                       |                     |                     |  |
|  | ElPozo Murcia              | 2                        |                       |                       |                     |                     |  |                       |                     |                     |  |
|  | ElPozo Murcia              | 2                        |                       |                       |                     |                     |  |                       |                     |                     |  |
|  | Jaén Paraíso Interior      | 4                        |                       |                       |                     |                     |  |                       |                     |                     |  |
|  | Jaén Paraíso Interior      | 4                        |                       | Jaén Paraíso Interior | 2 (5)               |                     |  |                       |                     |                     |  |
|  |                            |                          |                       | Jaén Paraíso Interior | 2 (5)               |                     |  |                       |                     |                     |  |
|  |                            |                          | Burela Pescados Rubén | 2 (4)                 |                     |                     |  |                       |                     |                     |  |
|  | Inter Movistar             | 1                        | Burela Pescados Rubén | 2 (4)                 |                     |                     |  |                       |                     |                     |  |
|  | Inter Movistar             | 1                        |                       |                       |                     |                     |  |                       |                     |                     |  |
|  | Burela Pescados Rubén      | 2                        |                       |                       |                     |                     |  |                       |                     |                     |  |
|  | Burela Pescados Rubén      | 2                        |                       |                       |                     |                     |  | Jaén Paraíso Interior | 6                   |                     |  |
|  |                            |                          |                       |                       |                     |                     |  | Jaén Paraíso Interior | 6                   |                     |  |
|  |                            |                          | FC Barcelona Alusport | 4                     |                     |                     |  |                       |                     |                     |  |
|  | Magna Navarra              | 2                        | FC Barcelona Alusport | 4                     |                     |                     |  |                       |                     |                     |  |
|  | Magna Navarra              | 2                        |                       |                       |                     |                     |  |                       |                     |                     |  |
|  | Palma Futsal               | 1                        |                       |                       |                     |                     |  |                       |                     |                     |  |
|  | Palma Futsal               | 1                        |                       | Magna Navarra         | 0                   |                     |  |                       |                     |                     |  |
|  |                            |                          |                       | Magna Navarra         | 0                   |                     |  |                       |                     |                     |  |
|  |                            |                          | FC Barcelona Alusport | 4                     |                     |                     |  |                       |                     |                     |  |
|  | FC Barcelona Alusport      | 4                        | FC Barcelona Alusport | 4                     |                     |                     |  |                       |                     |                     |  |
|  | FC Barcelona Alusport      | 4                        |                       |                       |                     |                     |  |                       |                     |                     |  |
|  | Aspil Vidal Ribera Navarra | 0                        |                       |                       |                     |                     |  |                       |                     |                     |  |
|  | Aspil Vidal Ribera Navarra | 0                        |                       |                       |                     |                     |  |                       |                     |                     |  |
|  |                            |                          |                       |                       |                     |                     |  |                       |                     |                     |  |

| Campeón de la Copa de España de Fútbol Sala |
| ------------------------------------------- |
| Jaén Paraíso Interior Primer título         |

### Cuartos de final
| 12 de marzo de 2015 17:30 CEST | ElPozo Murcia | 2 - 4 | Jaén Paraíso Interior | Quijote Arena, Ciudad Real (Castilla - La Mancha) |  |

| 12 de marzo de 2015 19:30 CEST | Inter Movistar | 1 - 2 | Burela Pescados Rubén | Quijote Arena, Ciudad Real (Castilla - La Mancha) |  |

| 13 de marzo de 2015 17:30 CEST | Magna Navarra | 2 - 1 | Palma Futsal | Quijote Arena, Ciudad Real (Castilla - La Mancha) |  |

| 13 de marzo de 2015 19:30 CEST | FC Barcelona Alusport | 4 - 0 | Aspil Vidal Ribera Navarra | Quijote Arena, Ciudad Real (Castilla - La Mancha) |  |

### Semifinales
| 14 de marzo de 2015 17:30 CEST | Jaén Paraíso Interior | 2 (5) - (4) 2 | Burela Pescados Rubén | Quijote Arena, Ciudad Real (Castilla - La Mancha) |  |

| 14 de marzo de 2015 19:30 CEST | Magna Navarra | 0 - 4 | FC Barcelona Alusport | Quijote Arena, Ciudad Real (Castilla - La Mancha) |  |

### Final
| 15 de marzo de 2015 20:00 CEST | Jaén Paraíso Interior | 6-4 | FC Barcelona Alusport | Quijote Arena, Ciudad Real (Castilla - La Mancha) |  |

| Bandera de Andalucía                    |
| Campeón Jaén Paraíso Interior 1° título |